# Dyron Daal
Dyron Daal est un footballeur des Antilles néerlandaises né le 11 octobre 1983 à Amsterdam (Pays-Bas).
Il joue au poste d'attaquant avec le KFC Duffel et la sélection de Curaçao.

## Palmarès
Vierge